# 모자 조례
모자 조례(Hat Act)는 1732년 영국 의회에 의해 제정된 조례로 식민지 모자 생산자들이 그들의 비버 햇(beaver hat)을 식민지 밖으로 팔지 못하도록 정한 조례이다. 이것은 영국령 아메리카 식민지 개척자들의 모자 생산을 방지하고 통제하기 위해 1732년에 제정된 영국 의회의 이전 법률(5 Geo II. c. 22)이다.
특히 식민지에서 만든 모자의 제조, 판매 및 수출에 제한을 두었다. 이 법은 또한 모자 제조업자가 고용할 수 있는 근로자 수를 제한하고 두 명의 견습생만 허용하여 견습생 제도를 제한함으로써 고용 관행을 제한했다. 모자법은 특히 원자재가 있는 북미 지역에서 식민지 제조업을 제한하고 영국 제조업을 식민지 경쟁으로부터 보호하기 위해 영국 의회가 도입한 여러 입법 조치 중 하나였다.
이 법의 효과는 식민지에 있는 미국인들이 영국산 상품을 사도록 강요받았고, 이 인위적인 무역 규제는 미국인들이 영국에서 수입한 모자와 천에 대해 현지 상품보다 4배나 많은 비용을 지불했음을 의미했다. 1867년 제정법 개정법에 의해 폐지되었다.
토머스 제퍼슨은 영국 아메리카의 권리에 대한 요약적 견해에서 이 법을 "영국 역사상 가장 자의적인 시대에 그 어떤 유사점도 만들어낼 수 없는 전제주의의 사례"라고 비난했다.